# Vinnetou – Rudý gentleman
Vinnetou – Rudý gentleman (někdy označovaný Vinnetou II, v německém originále Winnetou 2. Teil) je dobrodružný koprodukční (Západní Německo/Francie/Itálie/Jugoslávie) film z roku 1964 natočený na motivy z knih Karla Maye. Dějem následuje za filmem Poklad na Stříbrném jezeře, který tak se třemi díly Vinetoua tvoří vlastně filmovou tetralogii.
Po úspěchu filmů Poklad na Stříbrném jezeře a Vinnetou natočili filmaři další z filmů podle literární předlohy Karla Maye. Tento díl již nemá s předlohou společného téměř nic, jen postavy a názvy míst. Ve filmu opět hráli Pierre Brice a Lex Barker v rolích Vinnetoua a Old Shatterhanda. Ve filmu se také objevila Karin Dorová v roli Ribanny (tato herečka se již objevila v Pokladu na Stříbrném jezeře, kde hrála Ellen a posléze ztvárnila i Mabel ve snímku Vinnetou a Old Shatterhand v Údolí smrti).
Film byl opět natočen v Jugoslávii poblíž Záhřebu.
Na filmu se produkčně podílela i italská televize Rai prostřednictvím dnes již neexistující dceřiné společnosti Atlantis Film která do filmu investovala zhruba 50 miliard tehdejších lir (25 miliónů €) a jedná se tak o nejnákladnější díl z celé série o Vinnetou. Protože v Itálii neměl Vinnetou příliš velký úspěch, Rai se na dalších dílech už finančně nepodílela.

## Obsah filmu
Vinnetou jede s mírovým poselstvím ke kmeni Assiniboinů a v blízkosti jejich tábora zachrání mladou a krásnou dívku před medvědem. Dozvídá se, že je to dcera náčelníka tohoto kmene – Ribanna. Jede s ní a jejími bojovníky, kteří se ji vydají hledat, do nejbližšího tábora. Ribannin otec Tah-ša-tunga je Vinnetouovi vděčný a Vinnetou ho tedy nejen informuje o tom, že chce s bělochy a mnoha kmeny uzavřít mír a zároveň požádá, aby na důkaz dobré vůle propustil malou skupinku vojáků, kterou zajali. Poté zůstává až do jednání o míru indiánů a bělochů u Assiniboinů, protože se zamiluje do Ribanny a Ribanna do něj. Když po nějaké době odjíždí za svým přítelem Old Shatterhandem, je přesvědčen, že si vezme Ribannu za ženu.
Mezitím vojáci, vracející se do blízké pevnosti Niobrara, po cestě zahlédnou bandity, kteří vypalují vesnici kmene Ponků. Rozhořčený vůdce skupiny, poručík Merill, jim za to slíbí odplatu a trest a bandité je proto pronásledují. V poslední chvíli se objeví Old Shatterhand a vojáky se svým přítelem Gunstickem Unclem zachrání. Vojáci a Gunstick Uncle potom jedou dál do pevnosti a Old Shatterhand stopuje bandity. Cestou se setkává s lordem Castlepoolem, se kterým se seznámil u Stříbrného jezera. Tento podivínský muž nyní sbírá dobrodružství a nakonec se mu podaří přesvědčit Old Shatterhanda, aby ho vzal s sebou.
Společně dorazí na místo, kam mířili bandité – do ropného dolu v New Venangu k vlastníku dolu Forresterovi. Ten, jak se později doví, najal bandity, aby vytvářeli neshody mezi rudochy a bělochy a tím zabránili smlouvě o míru, kvůli které by přišel o neprávem získané naleziště ropy. S tímto mužem se Old Shatterhand nepohodne kvůli koni, kterého chce od Shatterhanda koupit a dojde i na spor, který vyhraje Old Shatterhand. Když to vidí někteří Forresterovi zaměstnanci, požádají ho, aby jim pomohl vzbouřit se proti zlému Forresterovi a Old Shatterhand souhlasí. Ještě té noci se zmocní zbraní a vypukne vzpoura. V tu chvíli ale přichází jediný z Ponků, který přežil, a chystá se důl zapálit. To se mu povede a jediní Forrester a jeho lidé, Old Shatterhand a lord Castlepool, kterého slavný lovec zachrání, přežijí. Vysílenému Old Shatterhandovi se i s koni a lordem podaří opustit důl a s pomocí Vinnetoua, který ho již hledá, všichni odjedou. Old Shatterhand s Vinnetouem potom opustí Castlepoola a řeknou mu, aby se k New Venangu ani nepřiblížil. Potom prozatím odjíždí, aby se zúčastnili jednání o míru ve Fort Niobrara. Cestou ho Vinnetou zavede k Ribanně a sdělí mu, jak moc ji miluje a Old Shatterhand mu přeje štěstí. Potom zamíří do Niobrary.
Tam jsou již všichni náčelníci i zástupci bělochů. Vše vypadá, že vyjde a mír bude uzavřen, když přijede muž z kmene Ponků a obviní bělochy a i ostatní náčelníci pochybují. V tu chvíli navrhne poručík Merill, kterého Vinnetou zachránil u Assiniboinů, že na důkaz a jako symbol smlouvy si vezme Ribannu za ženu. Vinnetou je zoufalý, ale náčelníci souhlasí a on chápe důležitost míru. Jede tedy k Assiniboinům a přemluví Ribannu, která si cizího muže vzít nechce.
Ve Fort Niobrara se koná slavná svatba a nešťastný Vinnetou i s Old Shatterhandem odjíždí chytit Forrestera. Ten mezitím plánuje, jak smlouvu ohrozit. Vyvraždí v horách kolonu přistěhovalců a vinu chce svalit na Assiniboiny tím, že pošle svého muže do Niobrary a ten zahraje muže, který jako jediný vraždění přežil. Merill s Ribannou mu však nevěří, zajmou ho a odvezou do tábora Assiniboinů. Vinnetou s Old Shatterhandem zatím vysvobodí Castlepoola, který i přes varování sledoval New Venango a bandité ho chytí. Spolu potom najdou místo přepadení, zjistí, co se stalo, a střetnou se tam s bandity, oběma se však podaří banditům uniknout.
Forresterův muž David Luka uteče Assiniboinům a dovede Forrestera do jeskyně, kde jsou ukryty ženy a děti a také Merill s Ribannou jako symbol míru. Tam je zajmou a drží jako rukojmí. Zatímco Vinnetou s Assiniboiny obkličují jeskyni, kde jsou rukojmí, Old Shatterhand naoko vyjednává s Forresterem o rukojmích. Potom se Vinnetou a část Assiniboinců dostane tajnou cestou přes vodu do jeskyně a začíná boj s Forresterem a jeho muži, kteří při něm všichni zahynou.

## Obsazení
- Vinnetou – Pierre Brice (v českém znění Stanislav Fišer)
- Old Shatterhand – Lex Barker (v českém znění Vladimír Ráž)
- Ribanna – Karin Dorová (v českém znění Milena Dvorská)
- Lord Castlepool – Eddi Arent (v českém znění Vladimír Hrubý)
- Poručík Merril – Mario Girotti (v českém znění Josef Vinklář)
- Forrester – Anthony Steel (v českém znění Josef Větrovec)
- Gunstick Uncle – Mirko Boman (v českém znění Svatopluk Beneš
- Plukovník Merill – Renato Baldini (v českém znění Otomar Korbelář)